# Tour de Drenthe féminin 2022
La 15e édition du Tour de Drenthe féminin a lieu le 12 mars 2022. Elle fait partie de l'UCI World Tour féminin 2022. Elle est remportée par la Néerlandaise Lorena Wiebes.

## Parcours
Le parcours est similaire à celui de l'année précédente. Il débute à Assen. Il emprunte ensuite les classiques secteurs forestiers pour se diriger vers Hoogeveen. Le mont VAM est escaladé pour la première fois à soixante-dix kilomètres de la fin. Les coureuses font alors trois tours d'un circuit autour du mont avant de se diriger vers  Hoogeveen. Une fois ce détour par la ville effectué, le mont VAM est monté une ultime fois à 14 km de l'arrivée. Le parcours retourne alors vers Hoogeveen et la ligne d'arrivée.

## Équipes
| UCI Women's WorldTeams (11)- Team BikeExchange-Jayco - Canyon-SRAM Racing - FDJ Nouvelle Aquitaine Futuroscope - Human Powered Health - Team Jumbo-Visma - Liv Racing Xstra - Team DSM - SD Worx - Trek-Segafredo - UAE Team ADQ - Uno-X Pro Cycling Team Équipes féminines continentales (7)- Andy Schleck-CP NVST-Immo Losch - Bizkaia-Durango - Ceratizit-WNT Pro Cycling - GT Krush Tunap - AG Insurance NXTG - Parkhotel Valkenburg - Valcar-Travel & Service Équipe nationale- Pays-Bas |
| |

## Favorites
La vainqueur sortante Lorena Wiebes est candidate à sa propre succession tout comme la sprinteuse et championne du monde Elisa Balsamo. Lotte Kopecky qui vient de remporter les Strade Bianche est aussi une des favorites. Marta Bastianelli  est une outsiders avec Grace Brown et Marlen Reusser.

## Récit de la course
La première attaque est l'œuvre de Kerry Jonker au bout de dix kilomètres. Elle est reprise à cent kilomètres de l'arrivée. Entre les deux premières ascensions du VAM, Teuntje Beekhuis et Marta Jaskulska sortent. SD Worx utilise un passage venteux pour créer des bordures et scinde le peloton en deux. Les échappées sont reprises sur le coup. À quarante kilomètres de la ligne, le peloton est constitué d'environ trente coureuses. À trente-trois kilomètres du but, un groupe avec Jip van den Bos,  Mischa Bredewold, Marlen Reusser, Alison Jackson et Pfeiffer Georgi se forme. Leur avance monte à trente-cinq secondes. Les formations Trek-Segafredo et Canyon-SRAM mène la poursuite. Lotte Kopecky puis Lorena Wiebes sont tour à tour victimes de crevaison. Dans la dernière ascension du VAM, dix coureuses sortent. Derrière, le groupe de chasse est constitué de douze athlètes. Pfeiffer Georgi provoque le regroupement. À onze kilomètres de la ligne, Nina Buijsman, Anouska Koster, Christine Majerus et Sarah Roy. Koster tente ensuite de partir seule à deux reprises. La seconde fois, seule Roy parvient à suivre à distance. Les trois autres sont reprises. Koster n'est rejointe que dans les cinq cents derniers mètres. Lorena Wiebes lance le sprint dans la roue d'Elisa Balsamo. La Néerlandaise s'impose devant l'Italienne.

## Classements

### Classement final
| \| Classement général \| Classement général \| Classement général \| Classement général \| Classement général \| \| Coureuse \| Coureuse \| Pays \| Équipe \| Temps \| \| ------------------ \| ------------------ \| ------------------ \| ---------------------------------- \| ------------------ \| \| 1re \| Lorena Wiebes \| Pays-Bas \| Team DSM \| 4 h 03 min 31 s \| \| 2e \| Elisa Balsamo \| Italie \| Trek-Segafredo \| + 1 s \| \| 3e \| Lotte Kopecky \| Belgique \| SD Worx \| + 1 s \| \| 4e \| Clara Copponi \| France \| FDJ-Nouvelle Aquitaine-Futuroscope \| + 1 s \| \| 5e \| Marta Bastianelli \| Italie \| UAE Team ADQ \| + 1 s \| \| 6e \| Alice Barnes \| Royaume-Uni \| Canyon-SRAM Racing \| + 1 s \| \| 7e \| Chiara Consonni \| Italie \| Valcar-Travel & Service \| + 1 s \| \| 8e \| Nina Kessler \| Pays-Bas \| Team BikeExchange-Jayco \| + 1 s \| \| 9e \| Jip van den Bos \| Pays-Bas \| Team Jumbo-Visma \| + 1 s \| \| 10e \| Sarah Roy \| Australie \| Canyon-SRAM Racing \| + 1 s \| |                   |             |                                    |                 |
| |                   |             |                                    |                 |
| Sources : ProCyclingStats Cycling Quotient |                   |             |                                    |                 |
| Classement général |                   |             |                                    |                 |
| Coureuse | Coureuse          | Pays        | Équipe                             | Temps           |
| 1re | Lorena Wiebes     | Pays-Bas    | Team DSM                           | 4 h 03 min 31 s |
| 2e | Elisa Balsamo     | Italie      | Trek-Segafredo                     | + 1 s           |
| 3e | Lotte Kopecky     | Belgique    | SD Worx                            | + 1 s           |
| 4e | Clara Copponi     | France      | FDJ-Nouvelle Aquitaine-Futuroscope | + 1 s           |
| 5e | Marta Bastianelli | Italie      | UAE Team ADQ                       | + 1 s           |
| 6e | Alice Barnes      | Royaume-Uni | Canyon-SRAM Racing                 | + 1 s           |
| 7e | Chiara Consonni   | Italie      | Valcar-Travel & Service            | + 1 s           |
| 8e | Nina Kessler      | Pays-Bas    | Team BikeExchange-Jayco            | + 1 s           |
| 9e | Jip van den Bos   | Pays-Bas    | Team Jumbo-Visma                   | + 1 s           |
| 10e | Sarah Roy         | Australie   | Canyon-SRAM Racing                 | + 1 s           |

### UCI World Tour

#### Points attribués
| Position           | 1er | 2e  | 3e  | 4e  | 5e  | 6e  | 7e  | 8e  | 9e | 10e | 11e | 12e | 13e | 14e | 15e | 16e à 20e | 21e à 30e | 31e à 40e |
| Classement général | 400 | 320 | 260 | 220 | 180 | 140 | 120 | 100 | 80 | 68  | 56  | 48  | 40  | 32  | 28  | 24        | 16        | 8         |

| Classement par points | Classement par points | Classement par points | Classement par points              | Classement par points |
| Coureuse              | Coureuse              | Pays                  | Équipe                             | Points                |
| --------------------- | --------------------- | --------------------- | ---------------------------------- | --------------------- |
| 1re                   | Lotte Kopecky         | Belgique              | SD Worx                            | 660 pts               |
| 2e                    | Lorena Wiebes         | Pays-Bas              | Team DSM                           | 400 pts               |
| 3e                    | Annemiek van Vleuten  | Pays-Bas              | Movistar Team                      | 320 pts               |
| 3e                    | Elisa Balsamo         | Italie                | Trek-Segafredo                     | 320 pts               |
| 5e                    | Ashleigh Moolman      | Afrique du Sud        | SD Worx                            | 260 pts               |
| 6e                    | Katarzyna Niewiadoma  | Pologne               | Canyon-SRAM Racing                 | 220 pts               |
| 6e                    | Clara Copponi         | France                | FDJ-Nouvelle Aquitaine-Futuroscope | 220 pts               |
| 8e                    | Marta Bastianelli     | Italie                | UAE Team ADQ                       | 196 pts               |
| 9e                    | Cecilie Uttrup Ludwig | Danemark              | FDJ-Nouvelle Aquitaine-Futuroscope | 180 pts               |
| 10e                   | Elise Chabbey         | Suisse                | Canyon-SRAM Racing                 | 156 pts               |

| Classement par points | Classement par points | Classement par points | Classement par points              | Classement par points |
| Coureuse              | Coureuse              | Pays                  | Équipe                             | Points                |
| --------------------- | --------------------- | --------------------- | ---------------------------------- | --------------------- |
| 1re                   | Lotte Kopecky         | Belgique              | SD Worx                            | 660 pts               |
| 2e                    | Lorena Wiebes         | Pays-Bas              | Team DSM                           | 400 pts               |
| 3e                    | Annemiek van Vleuten  | Pays-Bas              | Movistar Team                      | 320 pts               |
| 3e                    | Elisa Balsamo         | Italie                | Trek-Segafredo                     | 320 pts               |
| 5e                    | Ashleigh Moolman      | Afrique du Sud        | SD Worx                            | 260 pts               |
| 6e                    | Katarzyna Niewiadoma  | Pologne               | Canyon-SRAM Racing                 | 220 pts               |
| 6e                    | Clara Copponi         | France                | FDJ-Nouvelle Aquitaine-Futuroscope | 220 pts               |
| 8e                    | Marta Bastianelli     | Italie                | UAE Team ADQ                       | 196 pts               |
| 9e                    | Cecilie Uttrup Ludwig | Danemark              | FDJ-Nouvelle Aquitaine-Futuroscope | 180 pts               |
| 10e                   | Elise Chabbey         | Suisse                | Canyon-SRAM Racing                 | 156 pts               |

| Classement du meilleur jeune | Classement du meilleur jeune | Classement du meilleur jeune | Classement du meilleur jeune | Classement du meilleur jeune |
| Coureuse                     | Coureuse                     | Pays                         | Équipe                       | Points                       |
| ---------------------------- | ---------------------------- | ---------------------------- | ---------------------------- | ---------------------------- |
| 1re                          | Pfeiffer Georgi              | Royaume-Uni                  | Team DSM                     | 6 pts                        |
| 2e                           | Shirin van Anrooij           | Pays-Bas                     | Trek-Segafredo               | 6 pts                        |
| 3e                           | Femke Gerritse               | Pays-Bas                     | Parkhotel Valkenburg         | 6 pts                        |
| 4e                           | Julia Borgström              | Suède                        | AG Insurance NXTG            | 4 pts                        |
| 5e                           | Niamh Fisher-Black           | Nouvelle-Zélande             | SD Worx                      | 2 pts                        |

| Classement du meilleur jeune | Classement du meilleur jeune | Classement du meilleur jeune | Classement du meilleur jeune | Classement du meilleur jeune |
| Coureuse                     | Coureuse                     | Pays                         | Équipe                       | Points                       |
| ---------------------------- | ---------------------------- | ---------------------------- | ---------------------------- | ---------------------------- |
| 1re                          | Pfeiffer Georgi              | Royaume-Uni                  | Team DSM                     | 6 pts                        |
| 2e                           | Shirin van Anrooij           | Pays-Bas                     | Trek-Segafredo               | 6 pts                        |
| 3e                           | Femke Gerritse               | Pays-Bas                     | Parkhotel Valkenburg         | 6 pts                        |
| 4e                           | Julia Borgström              | Suède                        | AG Insurance NXTG            | 4 pts                        |
| 5e                           | Niamh Fisher-Black           | Nouvelle-Zélande             | SD Worx                      | 2 pts                        |

| Classement par équipes aux points | Classement par équipes aux points  | Classement par équipes aux points | Classement par équipes aux points |
| Équipe                            | Équipe                             | Pays                              | Points                            |
| --------------------------------- | ---------------------------------- | --------------------------------- | --------------------------------- |
| 1re                               | SD Worx                            | Pays-Bas                          | 1080 pts                          |
| 2e                                | Canyon-SRAM Racing                 | Allemagne                         | 632 pts                           |
| 3e                                | Trek-Segafredo                     | États-Unis                        | 596 pts                           |
| 4e                                | Team DSM                           | Pays-Bas                          | 524 pts                           |
| 5e                                | FDJ Nouvelle Aquitaine Futuroscope | France                            | 488 pts                           |
| 6e                                | Movistar Team                      | Espagne                           | 328 pts                           |
| 7e                                | Team Jumbo-Visma                   | Pays-Bas                          | 320 pts                           |
| 8e                                | UAE Team ADQ                       | Émirats arabes unis               | 252 pts                           |
| 9e                                | Valcar-Travel & Service            | Italie                            | 244 pts                           |
| 10e                               | Team BikeExchange-Jayco            | Australie                         | 164 pts                           |

| Classement par équipes aux points | Classement par équipes aux points  | Classement par équipes aux points | Classement par équipes aux points |
| Équipe                            | Équipe                             | Pays                              | Points                            |
| --------------------------------- | ---------------------------------- | --------------------------------- | --------------------------------- |
| 1re                               | SD Worx                            | Pays-Bas                          | 1080 pts                          |
| 2e                                | Canyon-SRAM Racing                 | Allemagne                         | 632 pts                           |
| 3e                                | Trek-Segafredo                     | États-Unis                        | 596 pts                           |
| 4e                                | Team DSM                           | Pays-Bas                          | 524 pts                           |
| 5e                                | FDJ Nouvelle Aquitaine Futuroscope | France                            | 488 pts                           |
| 6e                                | Movistar Team                      | Espagne                           | 328 pts                           |
| 7e                                | Team Jumbo-Visma                   | Pays-Bas                          | 320 pts                           |
| 8e                                | UAE Team ADQ                       | Émirats arabes unis               | 252 pts                           |
| 9e                                | Valcar-Travel & Service            | Italie                            | 244 pts                           |
| 10e                               | Team BikeExchange-Jayco            | Australie                         | 164 pts                           |

## Liste des participantes
| Légende | Légende                                                                    | Légende | Légende                                                    |
| ------- | -------------------------------------------------------------------------- | ------- | ---------------------------------------------------------- |
| Num     | Dossard de départ porté par le coureur sur ce Tour de Drenthe              | Pos     | Position à l'arrivée de la course                          |
|         | Indique un maillot de champion national ou mondial, suivi de sa spécialité | NP      | Indique un coureur qui n'a pas pris le départ de la course |
| AB      | Indique un coureur qui n'a pas terminé la course                           | HD      | Indique un coureur qui a terminé la course hors des délais |

| Team DSM DSM | Team DSM DSM                  | Team DSM DSM |
| ------------ | ----------------------------- | ------------ |
| Num          | Coureuse                      | Pos          |
| 1            | Lorena Wiebes (NED)           | 1re          |
| 2            | Megan Jastrab (USA)           | 62e          |
| 3            | Leah Kirchmann (CAN)          | AB           |
| 4            | Franziska Koch (GER)          | 53e          |
| 5            | Floortje Mackaij (NED)        | 33e          |
| 6            | Pfeiffer Georgi (GBR) (route) | 15e          |

| Canyon-SRAM Racing CSR | Canyon-SRAM Racing CSR | Canyon-SRAM Racing CSR |
| ---------------------- | ---------------------- | ---------------------- |
| Num                    | Coureuse               | Pos                    |
| 11                     | Alice Barnes (GBR)     | 6e                     |
| 12                     | Shari Bossuyt (BEL)    | 41e                    |
| 13                     | Elise Chabbey (SUI)    | 25e                    |
| 14                     | Ella Harris (NZL)      | 38e                    |
| 15                     | Lisa Klein (GER)       | 57e                    |
| 16                     | Sarah Roy (AUS)        | 10e                    |

| FDJ-Nouvelle Aquitaine-Futuroscope FSF | FDJ-Nouvelle Aquitaine-Futuroscope FSF | FDJ-Nouvelle Aquitaine-Futuroscope FSF |
| -------------------------------------- | -------------------------------------- | -------------------------------------- |
| Num                                    | Coureuse                               | Pos                                    |
| 21                                     | Stine Borgli (NOR)                     | 28e                                    |
| 22                                     | Clara Copponi (FRA)                    | 4e                                     |
| 23                                     | Eugénie Duval (FRA)                    | 60e                                    |
| 24                                     | Maëlle Grossetête (FRA)                | AB                                     |
| 25                                     | Vittoria Guazzini (ITA)                | AB                                     |
| 26                                     | Marie Le Net (FRA)                     | 35e                                    |

| Human Powered Health HPW | Human Powered Health HPW | Human Powered Health HPW |
| ------------------------ | ------------------------ | ------------------------ |
| Num                      | Coureuse                 | Pos                      |
| 31                       | Nina Buysman (NED)       | 14e                      |
| 32                       | Mieke Kröger (GER)       | AB                       |
| 33                       | Henrietta Christie (NZL) | AB                       |
| 34                       | Barbara Malcotti (ITA)   | 61e                      |
| 35                       | Kaia Schmid (USA)        | 50e                      |
| 36                       | Lily Williams (USA)      | 19e                      |

| Liv Racing Xstra LIV | Liv Racing Xstra LIV         | Liv Racing Xstra LIV |
| -------------------- | ---------------------------- | -------------------- |
| Num                  | Coureuse                     | Pos                  |
| 41                   | Marta Jaskulska (POL)        | 55e                  |
| 42                   | Valerie Demey (BEL)          | 42e                  |
| 43                   | Alison Jackson (CAN) (route) | 16e                  |
| 44                   | Jeanne Korevaar (NED)        | 44e                  |
| 45                   | Quinty Ton (NED)             | AB                   |
| 46                   | Amber van der Hulst (NED)    | 77e                  |

| Team BikeExchange-Jayco BEX | Team BikeExchange-Jayco BEX | Team BikeExchange-Jayco BEX |
| --------------------------- | --------------------------- | --------------------------- |
| Num                         | Coureuse                    | Pos                         |
| 61                          | Georgia Baker (AUS)         | 36e                         |
| 62                          | Teniel Campbell (TTO)       | 76e                         |
| 63                          | Jessica Allen (AUS)         | 59e                         |
| 64                          | Arianna Fidanza (ITA)       | 26e                         |
| 65                          | Nina Kessler (NED)          | 8e                          |
| 66                          | Ruby Roseman-Gannon (AUS)   | AB                          |

| Team Jumbo-Visma TJV | Team Jumbo-Visma TJV   | Team Jumbo-Visma TJV |
| -------------------- | ---------------------- | -------------------- |
| Num                  | Coureuse               | Pos                  |
| 71                   | Teuntje Beekhuis (NED) | 51e                  |
| 72                   | Romy Kasper (GER)      | 24e                  |
| 73                   | Anouska Koster (NED)   | 18e                  |
| 74                   | Riejanne Markus (NED)  | 23e                  |
| 75                   | Karlijn Swinkels (NED) | 37e                  |
| 76                   | Jip van den Bos (NED)  | 9e                   |

| SD Worx SDW | SD Worx SDW                     | SD Worx SDW |
| ----------- | ------------------------------- | ----------- |
| Num         | Coureuse                        | Pos         |
| 81          | Elena Cecchini (ITA)            | 30e         |
| 82          | Roxane Fournier (FRA)           | 45e         |
| 83          | Lotte Kopecky (BEL) (route)     | 3e          |
| 84          | Christine Majerus (LUX) (route) | 13e         |
| 85          | Marlen Reusser (SUI) (route)    | 27e         |
| 86          | Lonneke Uneken (NED)            | 79e         |

| Trek-Segafredo TFS | Trek-Segafredo TFS           | Trek-Segafredo TFS |
| ------------------ | ---------------------------- | ------------------ |
| Num                | Coureuse                     | Pos                |
| 91                 | Elisa Balsamo (ITA) (route)  | 2e                 |
| 92                 | Audrey Cordon-Ragot (FRA)    | 43e                |
| 93                 | Elynor Bäckstedt (GBR)       | AB                 |
| 94                 | Lauretta Hanson (AUS)        | AB                 |
| 95                 | Chloe Hosking (AUS)          | 11e                |
| 96                 | Ellen van Dijk (NED) (route) | 17e                |

| UAE Team ADQ UAD | UAE Team ADQ UAD            | UAE Team ADQ UAD |
| ---------------- | --------------------------- | ---------------- |
| Num              | Coureuse                    | Pos              |
| 101              | Marta Bastianelli (ITA)     | 5e               |
| 102              | Sofia Bertizzolo (ITA)      | 31e              |
| 103              | Maaike Boogaard (NED)       | 78e              |
| 104              | Eugenia Bujak (SLO) (route) | 67e              |
| 105              | Maria Novolodskaya (RUS)    | 58e              |
| 106              | Laura Tomasi (ITA)          | 75e              |

| Uno-X Pro Cycling Team UXT | Uno-X Pro Cycling Team UXT | Uno-X Pro Cycling Team UXT |
| -------------------------- | -------------------------- | -------------------------- |
| Num                        | Coureuse                   | Pos                        |
| 111                        | Anniina Ahtosalo (FIN)     | AB                         |
| 112                        | Susanne Andersen (NOR)     | 20e                        |
| 113                        | Hannah Barnes (GBR)        | AB                         |
| 114                        | Julie Norman Leth (DEN)    | AB                         |
| 115                        | Amalie Lutro (NOR)         | 72e                        |

| Andy Schleck-CP NVST-Immo Losch ASC | Andy Schleck-CP NVST-Immo Losch ASC | Andy Schleck-CP NVST-Immo Losch ASC |
| ----------------------------------- | ----------------------------------- | ----------------------------------- |
| Num                                 | Coureuse                            | Pos                                 |
| 121                                 | Michelle Andres (SUI)               | AB                                  |
| 122                                 | Fabienne Buri (SUI)                 | AB                                  |
| 123                                 | Georgia Danford (AUS)               | AB                                  |
| 124                                 | Kerry Jonker (RSA)                  | AB                                  |
| 125                                 | Carolin Schiff (GER)                | 56e                                 |
| 126                                 | Friederike Stern (GER)              | AB                                  |

| Bizkaia-Durango BDP | Bizkaia-Durango BDP     | Bizkaia-Durango BDP |
| ------------------- | ----------------------- | ------------------- |
| Num                 | Coureuse                | Pos                 |
| 131                 | Daniela Campos (POR)    | AB                  |
| 132                 | Eukene Larrarte (ESP)   | AB                  |
| 133                 | Sofía Rodríguez (ESP)   | AB                  |
| 134                 | Aileen Schweikart (GER) | AB                  |
| 135                 | Catalina Soto (CHI)     | AB                  |
| 136                 | Alba Teruel (ESP)       | AB                  |

| Ceratizit-WNT Pro Cycling WNT | Ceratizit-WNT Pro Cycling WNT       | Ceratizit-WNT Pro Cycling WNT |
| ----------------------------- | ----------------------------------- | ----------------------------- |
| Num                           | Coureuse                            | Pos                           |
| 141                           | Sandra Alonso (ESP)                 | 66e                           |
| 142                           | Franziska Brauße (GER)              | 65e                           |
| 143                           | Maria Giulia Confalonieri (ITA)     | 21e                           |
| 144                           | Martina Fidanza (ITA)               | 48e                           |
| 145                           | Kathrin Schweinberger (AUT) (route) | 73e                           |
| 146                           | Lea Lin Teutenberg (GER)            | 74e                           |

| GT Krush Tunap BPC | GT Krush Tunap BPC     | GT Krush Tunap BPC |
| ------------------ | ---------------------- | ------------------ |
| Num                | Coureuse               | Pos                |
| 151                | Clara Lundmark (SWE)   | AB                 |
| 152                | Marissa Baks (NED)     | 70e                |
| 153                | Femke de Vries (NED)   | AB                 |
| 154                | Anneke Dijkstra (NED)  | 71e                |
| 156                | Daniek Hengeveld (NED) | AB                 |

| AG Insurance NXTG AGI | AG Insurance NXTG AGI   | AG Insurance NXTG AGI |
| --------------------- | ----------------------- | --------------------- |
| Num                   | Coureuse                | Pos                   |
| 161                   | Julia Borgström (SWE)   | 22e                   |
| 162                   | Mylène de Zoete (NED)   | 49e                   |
| 163                   | Eline Van Rooijen (NED) | 63e                   |
| 164                   | Ilse Pluimers (NED)     | 52e                   |
| 165                   | Maud Rijnbeek (NED)     | AB                    |
| 166                   | Senne Knaven (BEL)      | AB                    |

| Parkhotel Valkenburg PHV | Parkhotel Valkenburg PHV  | Parkhotel Valkenburg PHV |
| ------------------------ | ------------------------- | ------------------------ |
| Num                      | Coureuse                  | Pos                      |
| 171                      | Mischa Bredewold (NED)    | 40e                      |
| 172                      | Demi de Jong (NED)        | AB                       |
| 173                      | Femke Gerritse (NED)      | 32e                      |
| 174                      | Kirstie van Haaften (NED) | 68e                      |
| 175                      | Femke Markus (NED)        | 39e                      |
| 176                      | Lieke Nooijen (NED)       | 47e                      |

| Valcar-Travel & Service VAL | Valcar-Travel & Service VAL | Valcar-Travel & Service VAL |
| --------------------------- | --------------------------- | --------------------------- |
| Num                         | Coureuse                    | Pos                         |
| 181                         | Anastasia Carbonari (LAT)   | 80e                         |
| 182                         | Chiara Consonni (ITA)       | 7e                          |
| 183                         | Eleonora Gasparrini (ITA)   | 34e                         |
| 184                         | Silvia Persico (ITA)        | 12e                         |
| 185                         | Ilaria Sanguineti (ITA)     | 81e                         |
| 186                         | Margaux Vigié (FRA)         | 64e                         |

| Pays-Bas NED | Pays-Bas NED            | Pays-Bas NED |
| ------------ | ----------------------- | ------------ |
| Num          | Coureuse                | Pos          |
| 191          | Loes Adegeest           | 29e          |
| 192          | Thalita de Jong         | 54e          |
| 193          | Nicole Steigenga        | 46e          |
| 194          | Sylvie Swinkels         | AB           |
| 195          | Marjolein van 't Geloof | AB           |
| 196          | Maike van der Duin      | 69e          |

| Team DSM DSM | Team DSM DSM                  | Team DSM DSM |
| ------------ | ----------------------------- | ------------ |
| Num          | Coureuse                      | Pos          |
| 1            | Lorena Wiebes (NED)           | 1re          |
| 2            | Megan Jastrab (USA)           | 62e          |
| 3            | Leah Kirchmann (CAN)          | AB           |
| 4            | Franziska Koch (GER)          | 53e          |
| 5            | Floortje Mackaij (NED)        | 33e          |
| 6            | Pfeiffer Georgi (GBR) (route) | 15e          |

| Canyon-SRAM Racing CSR | Canyon-SRAM Racing CSR | Canyon-SRAM Racing CSR |
| ---------------------- | ---------------------- | ---------------------- |
| Num                    | Coureuse               | Pos                    |
| 11                     | Alice Barnes (GBR)     | 6e                     |
| 12                     | Shari Bossuyt (BEL)    | 41e                    |
| 13                     | Elise Chabbey (SUI)    | 25e                    |
| 14                     | Ella Harris (NZL)      | 38e                    |
| 15                     | Lisa Klein (GER)       | 57e                    |
| 16                     | Sarah Roy (AUS)        | 10e                    |

| FDJ-Nouvelle Aquitaine-Futuroscope FSF | FDJ-Nouvelle Aquitaine-Futuroscope FSF | FDJ-Nouvelle Aquitaine-Futuroscope FSF |
| -------------------------------------- | -------------------------------------- | -------------------------------------- |
| Num                                    | Coureuse                               | Pos                                    |
| 21                                     | Stine Borgli (NOR)                     | 28e                                    |
| 22                                     | Clara Copponi (FRA)                    | 4e                                     |
| 23                                     | Eugénie Duval (FRA)                    | 60e                                    |
| 24                                     | Maëlle Grossetête (FRA)                | AB                                     |
| 25                                     | Vittoria Guazzini (ITA)                | AB                                     |
| 26                                     | Marie Le Net (FRA)                     | 35e                                    |

| Human Powered Health HPW | Human Powered Health HPW | Human Powered Health HPW |
| ------------------------ | ------------------------ | ------------------------ |
| Num                      | Coureuse                 | Pos                      |
| 31                       | Nina Buysman (NED)       | 14e                      |
| 32                       | Mieke Kröger (GER)       | AB                       |
| 33                       | Henrietta Christie (NZL) | AB                       |
| 34                       | Barbara Malcotti (ITA)   | 61e                      |
| 35                       | Kaia Schmid (USA)        | 50e                      |
| 36                       | Lily Williams (USA)      | 19e                      |

| Liv Racing Xstra LIV | Liv Racing Xstra LIV         | Liv Racing Xstra LIV |
| -------------------- | ---------------------------- | -------------------- |
| Num                  | Coureuse                     | Pos                  |
| 41                   | Marta Jaskulska (POL)        | 55e                  |
| 42                   | Valerie Demey (BEL)          | 42e                  |
| 43                   | Alison Jackson (CAN) (route) | 16e                  |
| 44                   | Jeanne Korevaar (NED)        | 44e                  |
| 45                   | Quinty Ton (NED)             | AB                   |
| 46                   | Amber van der Hulst (NED)    | 77e                  |

| Team BikeExchange-Jayco BEX | Team BikeExchange-Jayco BEX | Team BikeExchange-Jayco BEX |
| --------------------------- | --------------------------- | --------------------------- |
| Num                         | Coureuse                    | Pos                         |
| 61                          | Georgia Baker (AUS)         | 36e                         |
| 62                          | Teniel Campbell (TTO)       | 76e                         |
| 63                          | Jessica Allen (AUS)         | 59e                         |
| 64                          | Arianna Fidanza (ITA)       | 26e                         |
| 65                          | Nina Kessler (NED)          | 8e                          |
| 66                          | Ruby Roseman-Gannon (AUS)   | AB                          |

| Team Jumbo-Visma TJV | Team Jumbo-Visma TJV   | Team Jumbo-Visma TJV |
| -------------------- | ---------------------- | -------------------- |
| Num                  | Coureuse               | Pos                  |
| 71                   | Teuntje Beekhuis (NED) | 51e                  |
| 72                   | Romy Kasper (GER)      | 24e                  |
| 73                   | Anouska Koster (NED)   | 18e                  |
| 74                   | Riejanne Markus (NED)  | 23e                  |
| 75                   | Karlijn Swinkels (NED) | 37e                  |
| 76                   | Jip van den Bos (NED)  | 9e                   |

| SD Worx SDW | SD Worx SDW                     | SD Worx SDW |
| ----------- | ------------------------------- | ----------- |
| Num         | Coureuse                        | Pos         |
| 81          | Elena Cecchini (ITA)            | 30e         |
| 82          | Roxane Fournier (FRA)           | 45e         |
| 83          | Lotte Kopecky (BEL) (route)     | 3e          |
| 84          | Christine Majerus (LUX) (route) | 13e         |
| 85          | Marlen Reusser (SUI) (route)    | 27e         |
| 86          | Lonneke Uneken (NED)            | 79e         |

| Trek-Segafredo TFS | Trek-Segafredo TFS           | Trek-Segafredo TFS |
| ------------------ | ---------------------------- | ------------------ |
| Num                | Coureuse                     | Pos                |
| 91                 | Elisa Balsamo (ITA) (route)  | 2e                 |
| 92                 | Audrey Cordon-Ragot (FRA)    | 43e                |
| 93                 | Elynor Bäckstedt (GBR)       | AB                 |
| 94                 | Lauretta Hanson (AUS)        | AB                 |
| 95                 | Chloe Hosking (AUS)          | 11e                |
| 96                 | Ellen van Dijk (NED) (route) | 17e                |

| UAE Team ADQ UAD | UAE Team ADQ UAD            | UAE Team ADQ UAD |
| ---------------- | --------------------------- | ---------------- |
| Num              | Coureuse                    | Pos              |
| 101              | Marta Bastianelli (ITA)     | 5e               |
| 102              | Sofia Bertizzolo (ITA)      | 31e              |
| 103              | Maaike Boogaard (NED)       | 78e              |
| 104              | Eugenia Bujak (SLO) (route) | 67e              |
| 105              | Maria Novolodskaya (RUS)    | 58e              |
| 106              | Laura Tomasi (ITA)          | 75e              |

| Uno-X Pro Cycling Team UXT | Uno-X Pro Cycling Team UXT | Uno-X Pro Cycling Team UXT |
| -------------------------- | -------------------------- | -------------------------- |
| Num                        | Coureuse                   | Pos                        |
| 111                        | Anniina Ahtosalo (FIN)     | AB                         |
| 112                        | Susanne Andersen (NOR)     | 20e                        |
| 113                        | Hannah Barnes (GBR)        | AB                         |
| 114                        | Julie Norman Leth (DEN)    | AB                         |
| 115                        | Amalie Lutro (NOR)         | 72e                        |

| Andy Schleck-CP NVST-Immo Losch ASC | Andy Schleck-CP NVST-Immo Losch ASC | Andy Schleck-CP NVST-Immo Losch ASC |
| ----------------------------------- | ----------------------------------- | ----------------------------------- |
| Num                                 | Coureuse                            | Pos                                 |
| 121                                 | Michelle Andres (SUI)               | AB                                  |
| 122                                 | Fabienne Buri (SUI)                 | AB                                  |
| 123                                 | Georgia Danford (AUS)               | AB                                  |
| 124                                 | Kerry Jonker (RSA)                  | AB                                  |
| 125                                 | Carolin Schiff (GER)                | 56e                                 |
| 126                                 | Friederike Stern (GER)              | AB                                  |

| Bizkaia-Durango BDP | Bizkaia-Durango BDP     | Bizkaia-Durango BDP |
| ------------------- | ----------------------- | ------------------- |
| Num                 | Coureuse                | Pos                 |
| 131                 | Daniela Campos (POR)    | AB                  |
| 132                 | Eukene Larrarte (ESP)   | AB                  |
| 133                 | Sofía Rodríguez (ESP)   | AB                  |
| 134                 | Aileen Schweikart (GER) | AB                  |
| 135                 | Catalina Soto (CHI)     | AB                  |
| 136                 | Alba Teruel (ESP)       | AB                  |

| Ceratizit-WNT Pro Cycling WNT | Ceratizit-WNT Pro Cycling WNT       | Ceratizit-WNT Pro Cycling WNT |
| ----------------------------- | ----------------------------------- | ----------------------------- |
| Num                           | Coureuse                            | Pos                           |
| 141                           | Sandra Alonso (ESP)                 | 66e                           |
| 142                           | Franziska Brauße (GER)              | 65e                           |
| 143                           | Maria Giulia Confalonieri (ITA)     | 21e                           |
| 144                           | Martina Fidanza (ITA)               | 48e                           |
| 145                           | Kathrin Schweinberger (AUT) (route) | 73e                           |
| 146                           | Lea Lin Teutenberg (GER)            | 74e                           |

| GT Krush Tunap BPC | GT Krush Tunap BPC     | GT Krush Tunap BPC |
| ------------------ | ---------------------- | ------------------ |
| Num                | Coureuse               | Pos                |
| 151                | Clara Lundmark (SWE)   | AB                 |
| 152                | Marissa Baks (NED)     | 70e                |
| 153                | Femke de Vries (NED)   | AB                 |
| 154                | Anneke Dijkstra (NED)  | 71e                |
| 156                | Daniek Hengeveld (NED) | AB                 |

| AG Insurance NXTG AGI | AG Insurance NXTG AGI   | AG Insurance NXTG AGI |
| --------------------- | ----------------------- | --------------------- |
| Num                   | Coureuse                | Pos                   |
| 161                   | Julia Borgström (SWE)   | 22e                   |
| 162                   | Mylène de Zoete (NED)   | 49e                   |
| 163                   | Eline Van Rooijen (NED) | 63e                   |
| 164                   | Ilse Pluimers (NED)     | 52e                   |
| 165                   | Maud Rijnbeek (NED)     | AB                    |
| 166                   | Senne Knaven (BEL)      | AB                    |

| Parkhotel Valkenburg PHV | Parkhotel Valkenburg PHV  | Parkhotel Valkenburg PHV |
| ------------------------ | ------------------------- | ------------------------ |
| Num                      | Coureuse                  | Pos                      |
| 171                      | Mischa Bredewold (NED)    | 40e                      |
| 172                      | Demi de Jong (NED)        | AB                       |
| 173                      | Femke Gerritse (NED)      | 32e                      |
| 174                      | Kirstie van Haaften (NED) | 68e                      |
| 175                      | Femke Markus (NED)        | 39e                      |
| 176                      | Lieke Nooijen (NED)       | 47e                      |

| Valcar-Travel & Service VAL | Valcar-Travel & Service VAL | Valcar-Travel & Service VAL |
| --------------------------- | --------------------------- | --------------------------- |
| Num                         | Coureuse                    | Pos                         |
| 181                         | Anastasia Carbonari (LAT)   | 80e                         |
| 182                         | Chiara Consonni (ITA)       | 7e                          |
| 183                         | Eleonora Gasparrini (ITA)   | 34e                         |
| 184                         | Silvia Persico (ITA)        | 12e                         |
| 185                         | Ilaria Sanguineti (ITA)     | 81e                         |
| 186                         | Margaux Vigié (FRA)         | 64e                         |

| Pays-Bas NED | Pays-Bas NED            | Pays-Bas NED |
| ------------ | ----------------------- | ------------ |
| Num          | Coureuse                | Pos          |
| 191          | Loes Adegeest           | 29e          |
| 192          | Thalita de Jong         | 54e          |
| 193          | Nicole Steigenga        | 46e          |
| 194          | Sylvie Swinkels         | AB           |
| 195          | Marjolein van 't Geloof | AB           |
| 196          | Maike van der Duin      | 69e          |

## Organisation
La course est organisée par la fondation Ronde van Drenthe. Femmy van Issum-Achterhes dirige la course.

### Prix
Les prix suivants sont distribués :
| Position | 1er     | 2e      | 3e    | 4e    | 5e    | 6e    | 7e    | 8e    | 9e    | 10e   |
| Prix     | 1 690 € | 1 250 € | 840 € | 505 € | 425 € | 370 € | 335 € | 290 € | 250 € | 220 € |

En sus, les coureuses placées de la 11e à la 15e place gagnent 175 €, celles placées de la 16e à la 20e place 130 €.
Un prix des monts, des sprints, des pavés, de la plus combative et de la meilleure jeune sont attribués. Leur montant n'est pas connu.